# Alliance Royale
Die Alliance Royale (kurz AR, zu Deutsch „Königliche Allianz“) ist eine 2001 gegründete monarchistische Partei Frankreichs.

## Inhaltliches Profil
Die Alliance Royale strebt die (Wieder-)Errichtung einer konstitutionellen Monarchie in Frankreich an, die das aktuelle republikanische (nicht aber das demokratische) System des Landes ablösen und die nationale Identität Frankreichs im vereinten Europa, dem die Partei skeptisch gegenübersteht, erhalten soll. Sie möchte die Vorteile der Monarchie in die politische Debatte einbringen, um die Vorbereitung Frankreichs auf die Zukunft innerhalb seiner Institutionen (sprich der Monarchie) anzutreiben.
Gegenwärtig gibt es in Frankreich drei Thronprätendenten: Prinz Louis Alphonse de Bourbon (Louis XX.), Jean d’Orléans (1965) und Prince Charles Marie Bonaparte (Napoléon VII.). Obwohl der Präsident der Alliance Royale, Yves-Marie Adeline, persönlich dem legitimistischen Lager nahesteht (den Unterstützern des Bourbon-Prätendenten, Prinz Louis Alphonse de Bourbon) nimmt die Partei in Bezug auf die Thronkandidaten eine neutrale Stellung ein, weil sie die französischen Monarchisten in Anbetracht der bisherigen dynastischen Entzweiung im gemeinsamen Ziel vereinen möchte. Sollte in Frankreich die Monarchie wieder eingeführt werden, solle das Volk selbst entscheiden, welches Haus fortan den Monarchen stellen soll. Die Mehrheit der Parteimitglieder gehören der legitimistischen Richtung an, neben denen noch die Orléanisten (Anhänger der auf Louis Philippe I. de Bourbon, duc d’Orléans zurückgehenden Nebenlinie) und die Bonapartisten als monarchistische Strömungen existieren.
Die Alliance Royale hält sich ausdrücklich unabhängig von allen anderen aktuellen politischen Parteien und Organisationen Frankreichs, was sich auch in einem ihrer Slogans niederschlägt: Ils vous promettent tous la Lune, exigez le Soleil („Sie versprechen euch alle den Mond, fordert die Sonne“).
Im Gegensatz zu den meisten monarchistischen Organisationen Deutschlands, die in der Regel überparteilich arbeiten, ist die Alliance Royale eine politische Partei, die wie andere zu Wahlen antritt. Bisher konnte sie dabei noch keine Mandate auf lokaler, regionaler oder nationaler Ebene gewinnen.

## Symbole

Das königliche Wappen Frankreichs

Die spezifischen Symbole der Partei sind die Farben Blau und Gold und in Verbindung damit die Fleur de lys, das wohl bekannteste monarchische Symbol Frankreichs. Diese Auswahl ist an das Wappen des Königreiches Frankreich angelehnt, siehe Bild rechts.

## Organisation
Die geografische Unterteilung erfolgt nach Départements, allerdings gibt es noch viele Départements ohne Parteiabgeordneten. Wo vorhanden, sind diese Delegierten zusammen mit den Aktivisten für die Bekanntmachung der Partei und ihrer Zwecke verantwortlich.